# شيخوانلو العليا (شهرستانة)
شیخوانلو العلیا (بالفارسية: شیخوانلو علیا) هي قرية تقع في إيران في قسم شهرستانة الريفي. يقدر عدد سكانها بـ 21 نسمة .